# Elisa Oyj
Elisa é uma empresa de telecomunicações finlandesa fundada em 1882, a Elisa foi a primeira empresa de telecomunicações do mundo a lançar o serviço de GSM comercial em 1991.
A empresa foi fundada com o nome de Helsingin puhelinyhdistys, HPY como uma cooperativa de telefonia em 6 de junho de 1882 e em já em 1884 com 56 números de telefone e já em 1884 o número anual de chamadas telefônicas ultrapassou 1 milhão.
Em 1 de julho de 2000 deixou de usar o nome de HPY e passou a usar a marca Elisa o nome que se mantem até hoje, com isso o sistema de cooperativa entrou em um processo de desmutualização e passou a ser uma empresa privada.
A empresa oferece serviços de telefonia fixa e movel, internet banda larga, 3G e serviços de TV a cabo, atualmente ela tem 2,8 milhões de assinantes de telefonia movel e mais de 178.000 de telefonia fixa e também cerca de 253.000 assinantes de TV a cabo.
A Elisa atua também na Estonia onde oferece serviços de telefonia móvel, internet e serviços especializados para empresas, em setembro de 2013 a Elisa anunciou que a cobertura da internet 4G da operadora passou a cobrir 100% da cidade de Tallinn, capital da Estonia, a cobertura dos serviços de banda larga da compnhia atingem 95% do território Estoniano.
Em fevereiro de 2013 adquiriu 85% da empresa de entretenimento finlandesa Sulake. Posteriormente a Sulake foi adquirida pela Azerion.